# محافظة هوا بنه
محافظة هوا بنه  ( بالفيتنامية : Hòa Bình ) هي إحدى محافظات فيتنام. وتقع في شمال غرب.

## روابط إضافية
- Hoa Binh information